# 鹿児島県道40号伊集院蒲生溝辺線
鹿児島県道40号伊集院蒲生溝辺線（かごしまけんどう40ごう いじゅういんかもうみぞべせん）は、鹿児島県日置市から霧島市に至る県道（主要地方道）である。

## 概要
日置市伊集院町麦生田から霧島市溝辺町麓に至る。
現在の路線は1994年（平成6年）3月11日に鹿児島県告示394号により認定された。

### 路線データ
- 陸上距離 ： 43.539 km[1]
- 起点：鹿児島県日置市伊集院町麦生田（麦生田交差点、国道3号交点）
- 終点：鹿児島県霧島市溝辺町麓（国道504号・鹿児島県道56号隼人加治木線交点）

## 歴史
- 1993年（平成5年）5月11日 - 建設省から、県道蒲生伊集院線・県道小山田川田蒲生線の一部・県道浦蒲生線の一部・県道有川蒲生線の一部・県道下手山田帖佐線の一部・県道栗野加治木線の一部が伊集院蒲生溝辺線として主要地方道に指定される[4]。
- 1994年（平成6年）3月11日 - 鹿児島県告示第395号により「鹿児島県道464号有川蒲生線」および「鹿児島県道483号蒲生伊集院線」の路線が廃止され[5]、鹿児島県告示第394号により鹿児島県道40号伊集院蒲生溝辺線として認定される[2]。

## 路線状況

### 重複区間
- 鹿児島県道25号鹿児島蒲生線（鹿児島市西佐多町・桑之丸交差点 - 姶良市蒲生町上久徳）
- 鹿児島県道391号下手山田帖佐線（姶良市姶良町下名 - 姶良市姶良町上名）

### 道路施設

#### トンネル
- 鶴原トンネル：延長130 m、2002年（平成14年）竣工、姶良市
- 雛場トンネル：延長394 m、2002年（平成14年）竣工、姶良市

## 地理

### 通過する自治体
- 日置市
- 鹿児島市
- 姶良市
- 霧島市

### 交差する道路
| 交差する道路                               | 市町村名 | 交差する場所   | 交差する場所          |
| ------------------------------------------ | -------- | -------------- | --------------------- |
| 国道3号                                    | 日置市   | 伊集院町麦生田 | 麦生田東交差点 / 起点 |
| 鹿児島県道309号山田湯之元停車場線          | 鹿児島市 | 郡山岳町       |                       |
| 鹿児島県道36号川内郡山線                   | 鹿児島市 | 郡山町         |                       |
| 国道328号                                  | 鹿児島市 | 郡山町         |                       |
| 鹿児島県道211号小山田川田蒲生線            | 鹿児島市 | 東俣町         |                       |
| 鹿児島県道16号鹿児島吉田線                 | 鹿児島市 | 本名町         |                       |
| 鹿児島県道25号鹿児島蒲生線 重複区間起点    | 鹿児島市 | 西佐多町       | 桑之丸交差点          |
| 鹿児島県道25号鹿児島蒲生線 重複区間終点    | 姶良市   | 蒲生町上久徳   |                       |
| 鹿児島県道463号浦蒲生線                    | 姶良市   | 蒲生町上久徳   |                       |
| 鹿児島県道446号十三谷重富線                | 姶良市   | 寺師           |                       |
| 鹿児島県道391号下手山田帖佐線 重複区間終点 | 姶良市   | 下名           |                       |
| 鹿児島県道391号下手山田帖佐線 重複区間起点 | 姶良市   | 上名           |                       |
| 鹿児島県道55号栗野加治木線                 | 霧島市   | 溝辺町有川     |                       |
| 国道504号 鹿児島県道56号隼人加治木線       | 霧島市   | 溝辺町麓       | 終点                  |

### 沿線
- 鹿児島市立郡山小学校
- 鹿児島市立郡山中学校
- 鹿児島空港

## ギャラリー

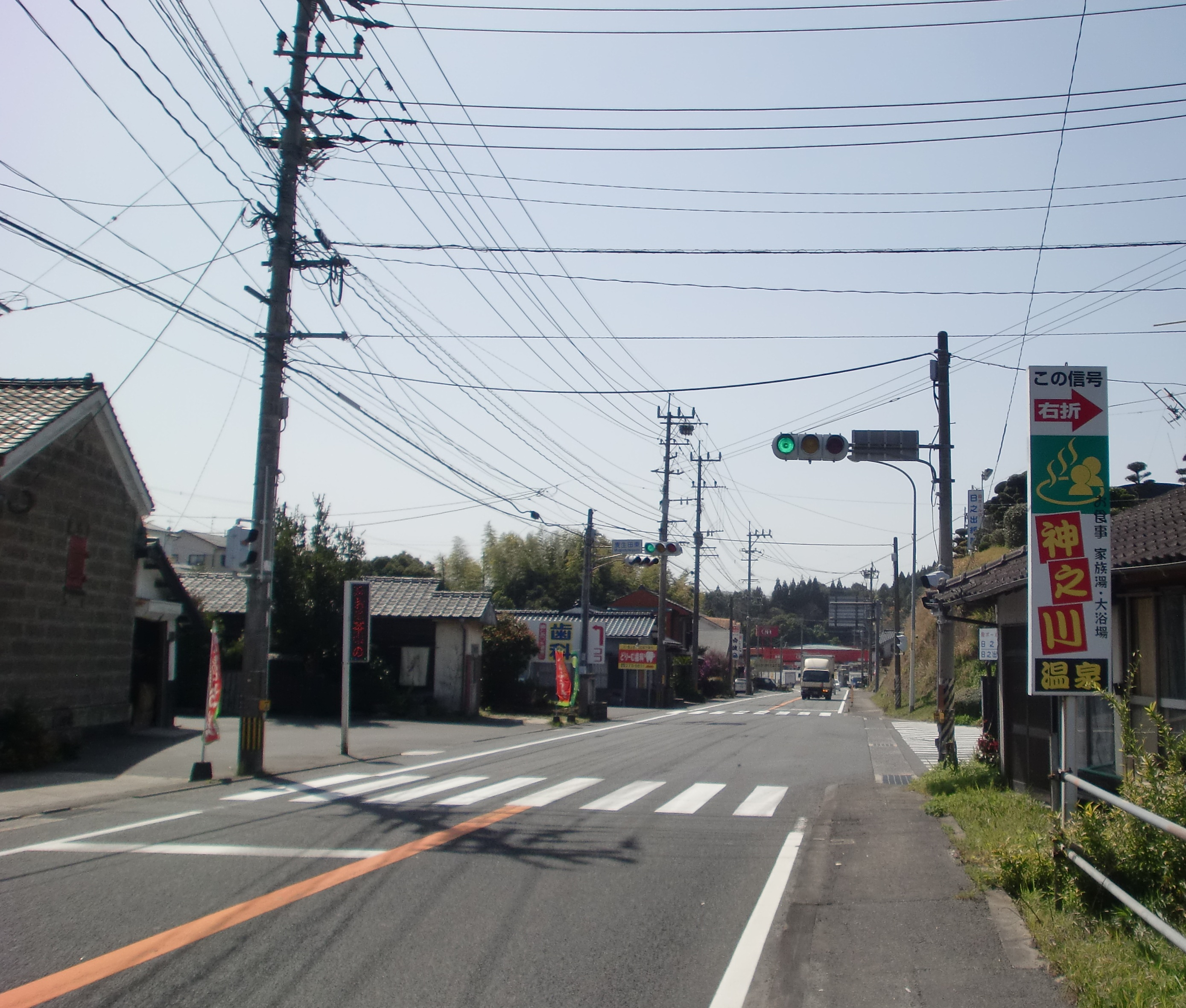
起点（麦生田東交差点）
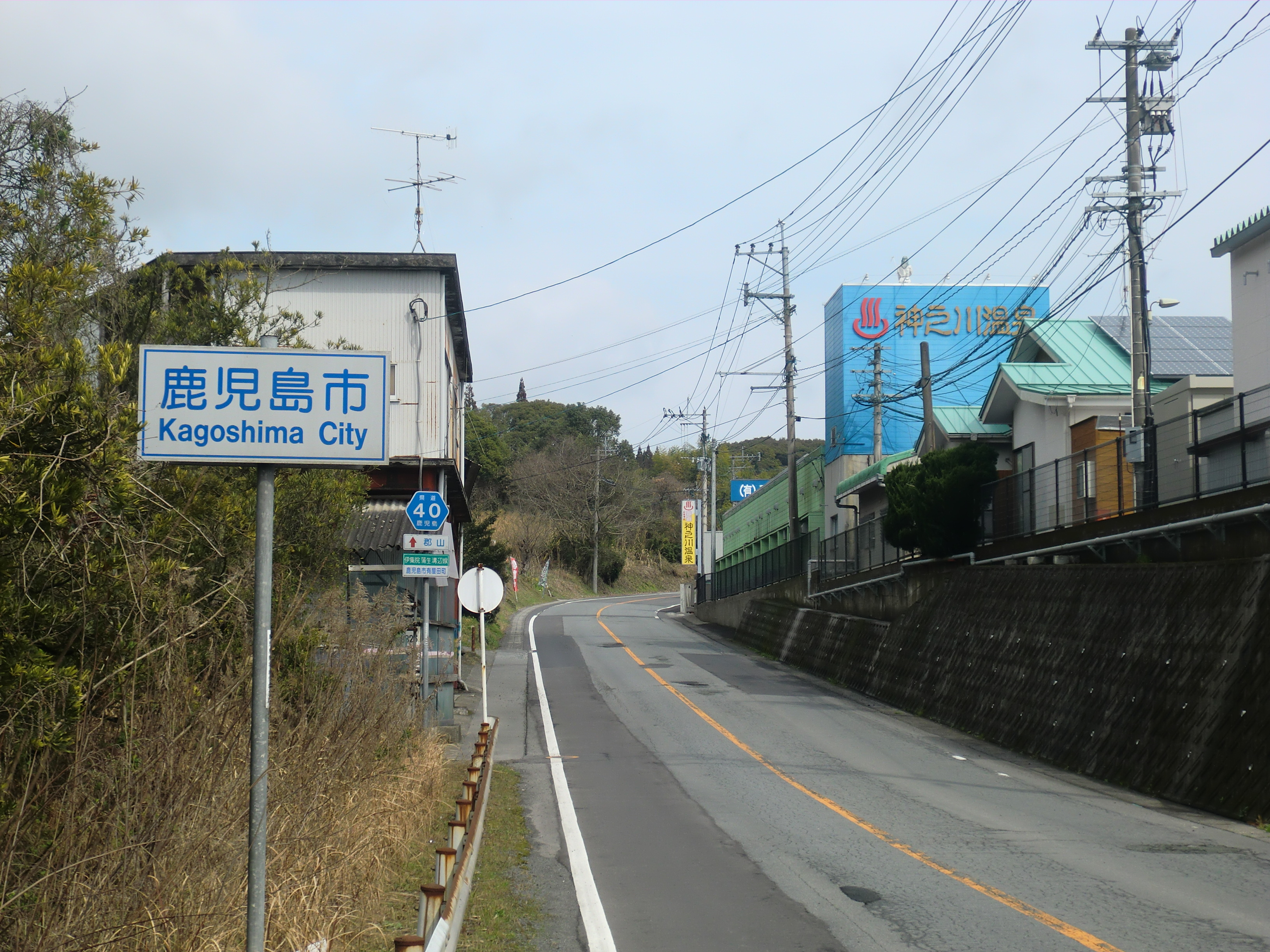
鹿児島市境
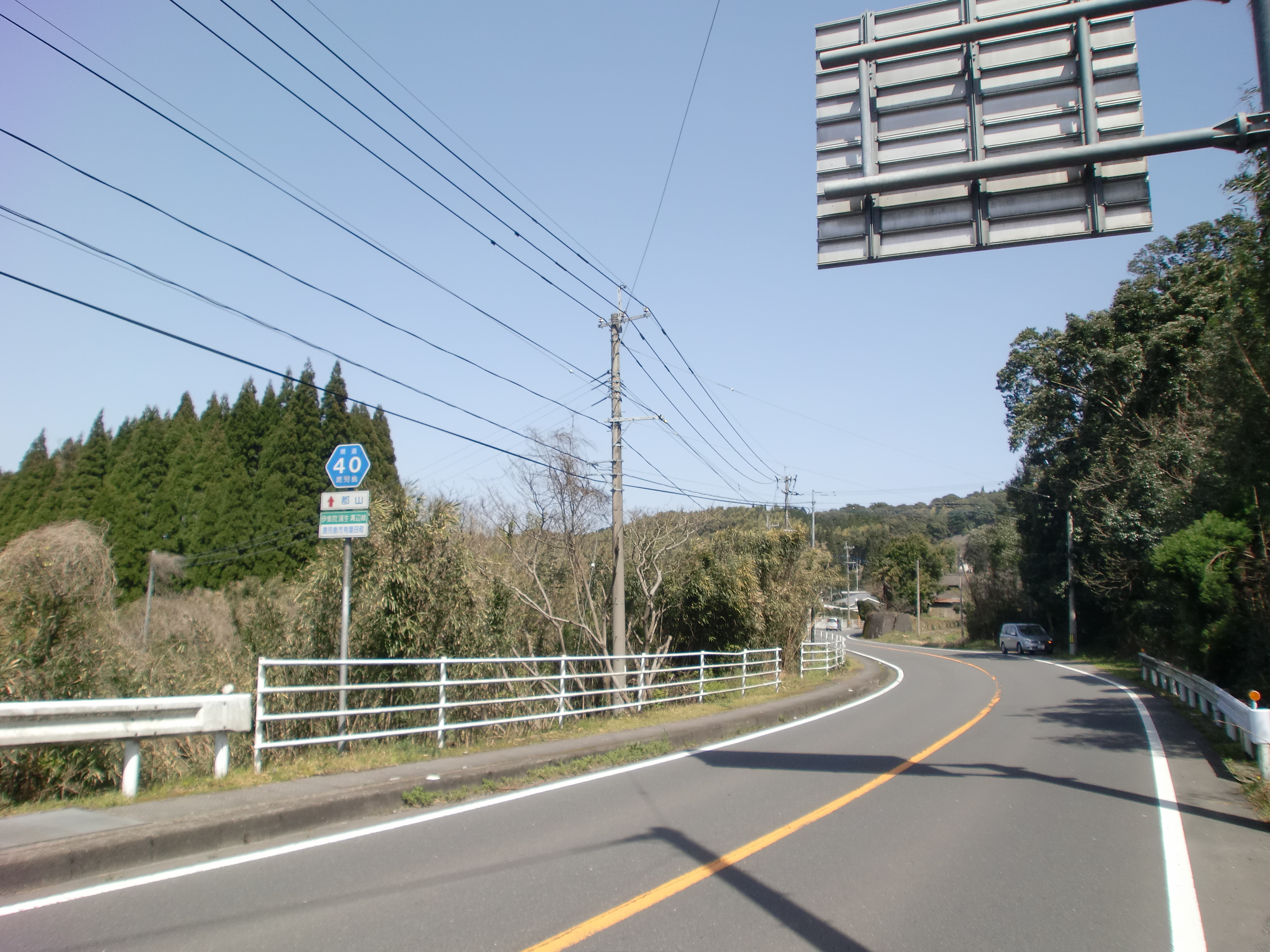
鹿児島市有屋田町
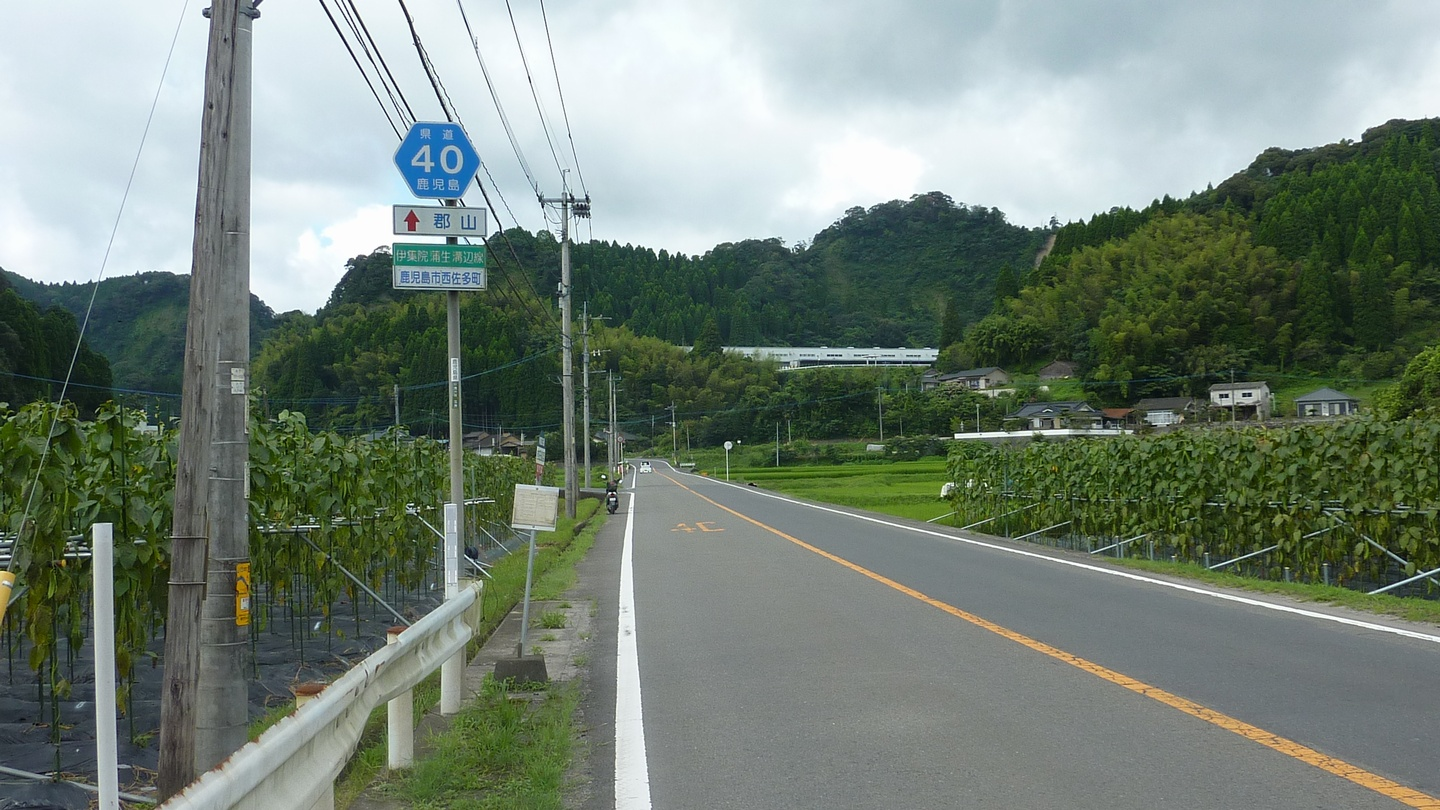
鹿児島市西佐多町
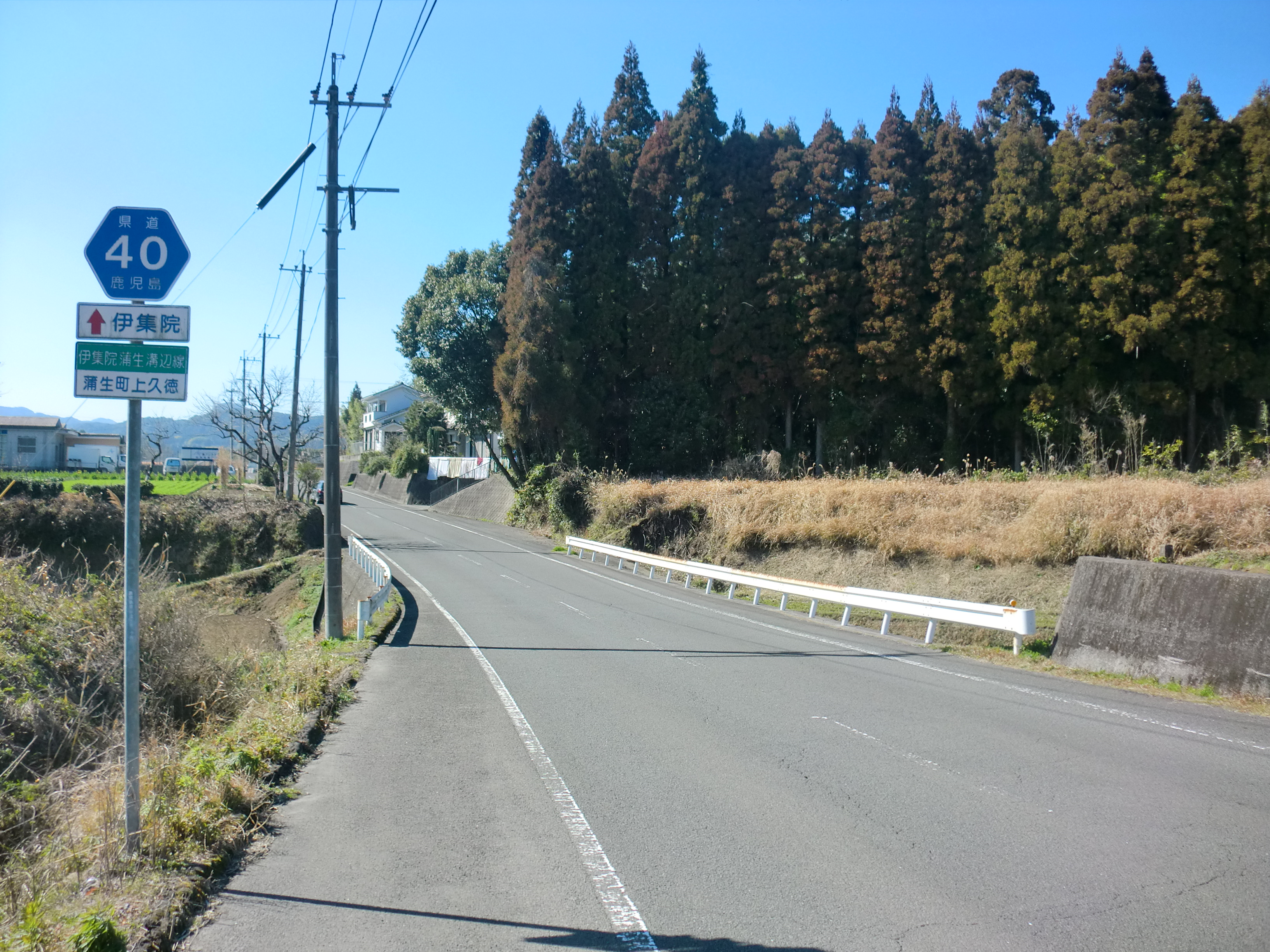
姶良市蒲生町上久徳
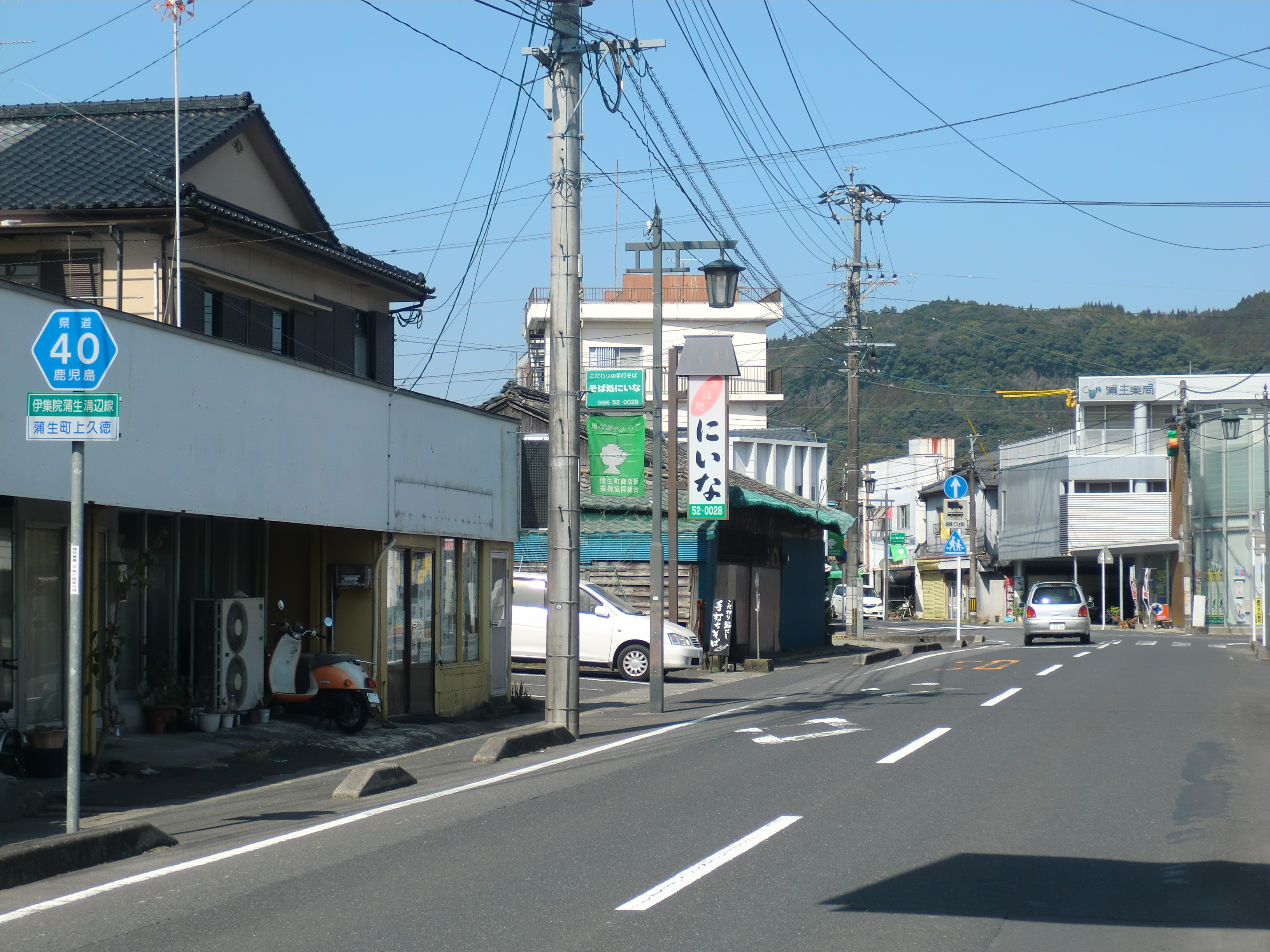
蒲生市街
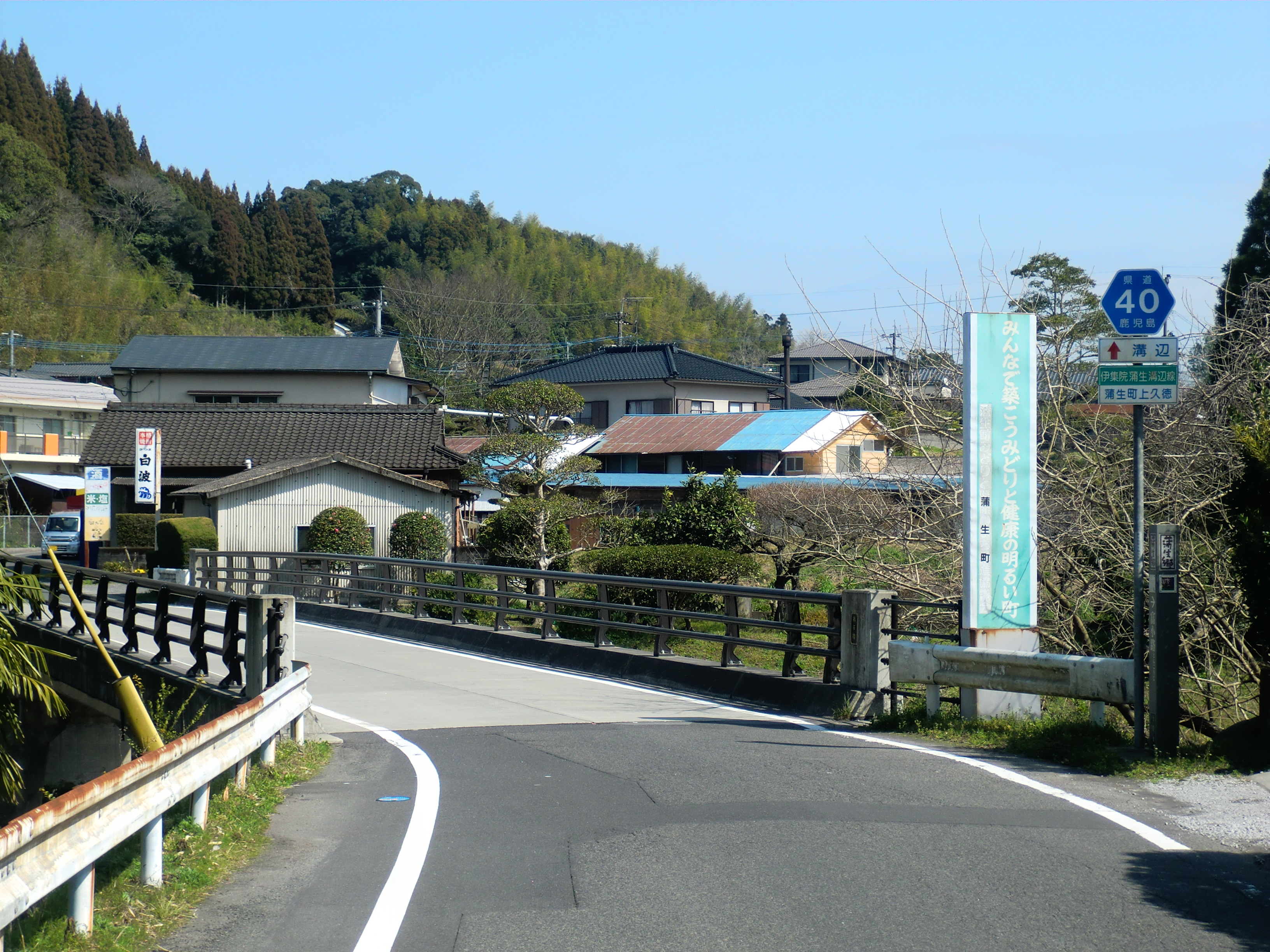
姶良市蒲生町上久徳
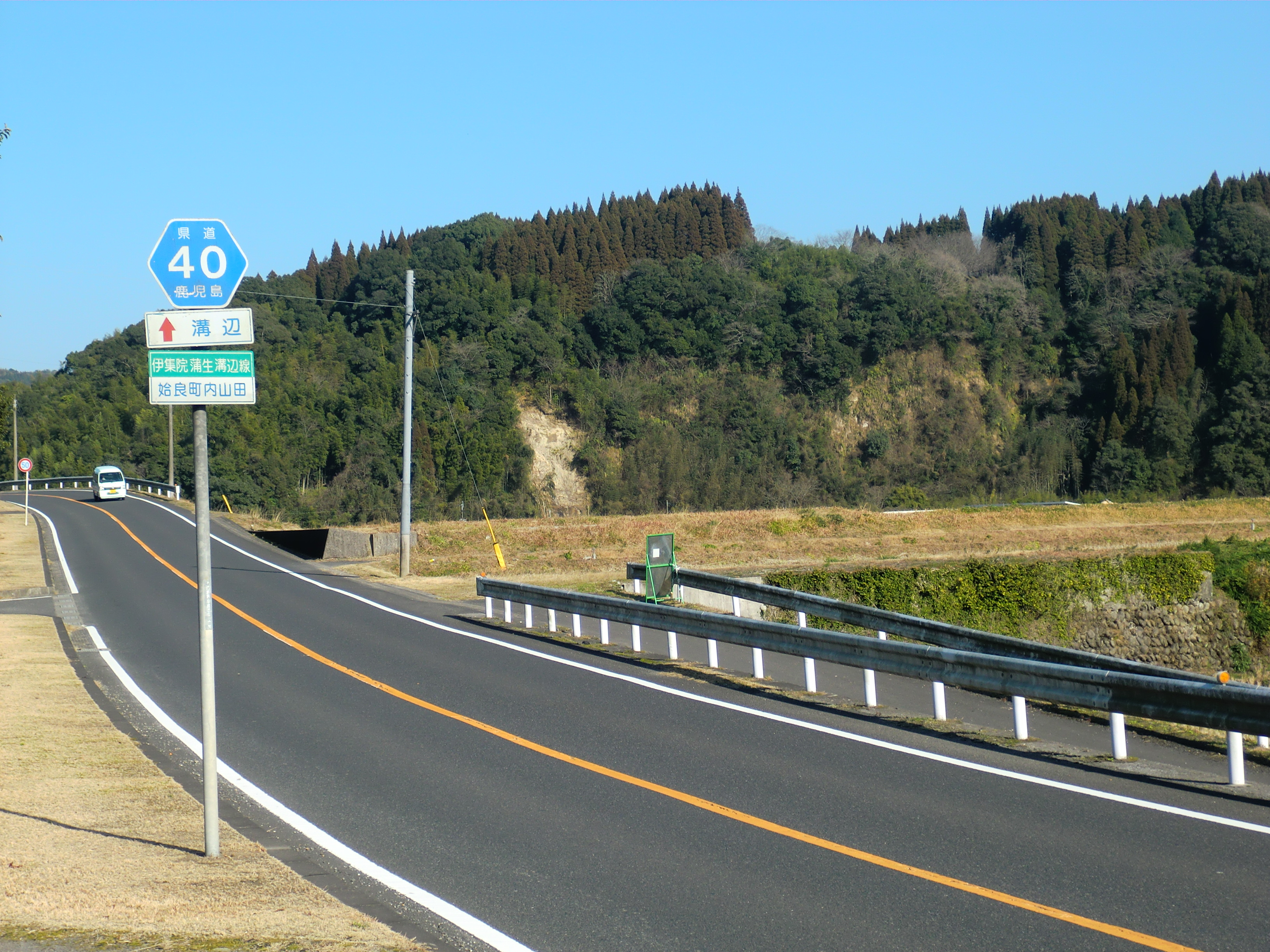
姶良市内山田